# ملكة جمال الكون 1956
ملكة جمال الكون 1956 هي مسابقة ملكة جمال الكون الخامسة في تاريخ مسابقة ملكة جمال الكون منذ انطلاقتها عام 1952، عقدت المسابقة في 20 يوليو 1956 في قاعة في قاعة مركز لونغ بيتش للمؤتمرات والترفيه في لونغ بيتش ، كاليفورنيا ، الولايات المتحدة. كان هناك ثلاثون متسابقة على خشبة المسرح. في نهاية الحدث توجت كارول موريس البالغة من العمر تسعة عشر عامًا، وثاني أمريكية حاملة لقب مسابقة «ملكة جمال الولايات المتحدة الأمريكية» لتفوز في المسابقة.، وتوجها ملكة جمال الكون السابقة هيلفي رومبين، من السويد.

## النتائج

### المراكز النهائية
| النتائج النهائية     | المتنافسة |
| -------------------- | --- |
| ملكة جمال الكون 1956 | - الولايات المتحدة - كارول موريس |
| الوصيفة الأولى       | - ألمانيا - مارينا أورشيل |
| الوصيفة الثانية      | - السويد - إنغريد غود |
| الوصيفة الثالثة      | - إنجلترا - آريس أليس كاثلين والر |
| الوصيفة الرابعة      | - إيطاليا - روسانا جالي |
| نصف النهائي          | - الأرجنتين - إليانا كاريه - بلجيكا - لوسيان أوكييه - البرازيل - ماريا خوسيه كاردوسو - كوبا - مارسيا رودريغيز - فرنسا - أنيتا ترينز - اليونان - ريتا غوما - إسرائيل - سارة تل - المكسيك - إرنا مارتا بومان - بيرو - لولا سابوغال - فنزويلا - بيانكا هيريديا |

## المتسابقات
- ألاسكا - باربرا ماريا سيلار
- الأرجنتين - إليانا كاريه
- بلجيكا - لوسيان أوكييه
- البرازيل - ماريا خوسيه كاردوسو
- كندا  - الين بيشيندين
- تشيلي - كونسيبسيون أوباتش تشاكانا
- كوستاريكا - أنابيلا غرانادوس
- كوبا - مارسيا رودريغيز
- جمهورية الدومنيكان - أولغا فيالو أوليفا
- الإكوادور - مرسيدس فلوريس أسبين
- انجلترا - آريس أليس كاثلين والر
- فرنسا - أنيتا ترينز
- ألمانيا - مارينا أورشيل
- اليونان - ريتا غوما
- غواتيمالا - إليانا جارلينجر دياز
- هولندا - ريتا شميت
- أيسلندا - غولوغ غوموندسدوتير
- إسرائيل - سارة تل
- إيطاليا - روسانا جالي
- اليابان - يوشي بابا
- المكسيك - إرنا مارتا بومان
- بيرو - لولا سابوغال
- الفلبين - إيزابيل إسكوبار رودريغيز

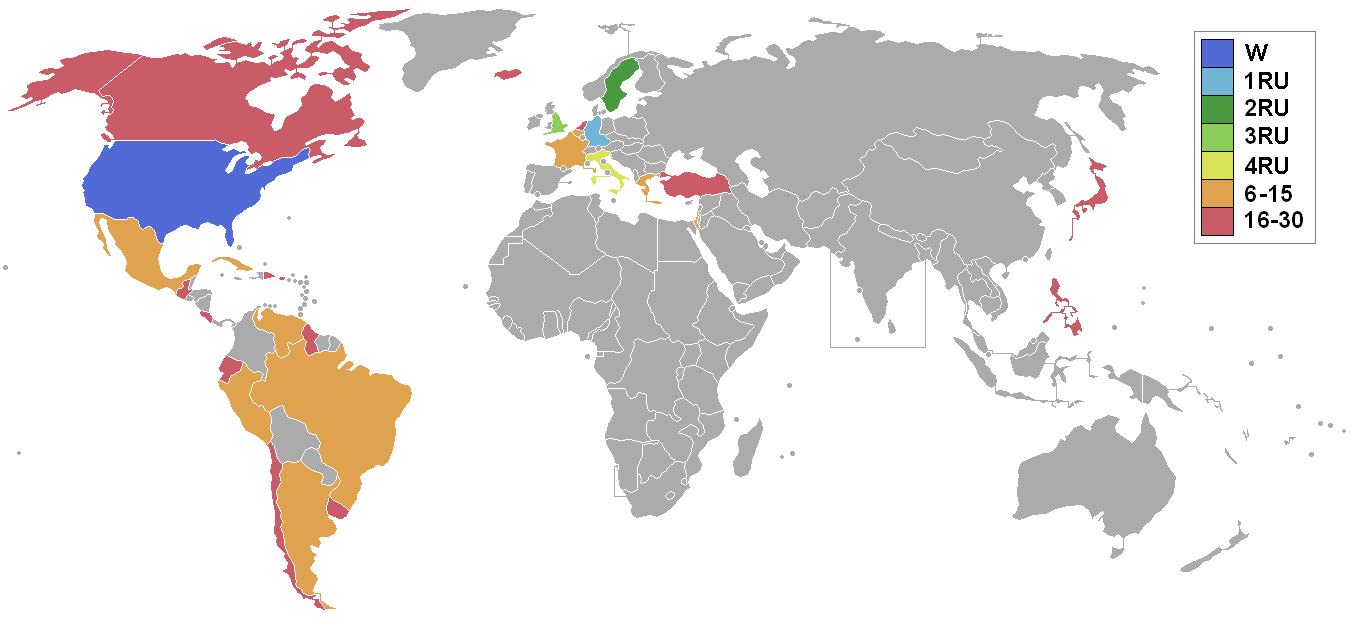
ملكة جمال الكون 1956 الدول المشاركة والنتائج

- بورتوريكو - باكيتا فيفو
- السويد - إنغريد غود
- تركيا - جان يوسل
- الأوروغواي - تيتينا أغيري
- الولايات المتحدة - كارول موريس
- فنزويلا - بيانكا هيريديا

## الروابط الخارجية
- موقع ملكة جمال الكون الرسمي